# 宋之韓
宋之韓（1532年—1613年），字元卿，號敬斋，河南彰德府磁州武安縣人，民籍，明朝政治人物。

## 生平
河南鄉試第二十九名舉人。嘉靖四十四年（1565年）中式乙丑科三甲第四十二名進士。兵部观政，本年六月授襄陵知县，隆慶二年（1568年）六月升西安府同知，四年六月升户部员外郎，十二月改吏科给事中，五年五月升本科右，六年（1572年）三月升户科左，五月升刑科都，七月以考察致仕。
宋之韩归乡后在紫金泉北辟园圃一处，自号“紫滨逸叟”，终日纵酒放歌，游乐于田园，寄情于山水，县内之名胜地常留游踪，且每游必赋诗，有田园风致。书斋中挂自题联一副：“凡事再思斯可矣，与人三反何难焉。”所著《主敬堂文集》《三才要览》行于世。大学士沈鲤为其撰墓志铭。

## 家族
曾祖宋傑；祖父宋詔，訓導；父宋煚，庠生；母石氏。弟宋之范、宋之富。